# Margalida Caimari Vila
Margalida Caimari i Vila (Cuba, 1839-Palma de Mallorca, 1921) fue una poetisa de la Renaixença y benefactora social vinculada a Mallorca, Cataluña y Cuba.

## Biografía
Nació en Cuba en el seno de una familia menorquina acomodada que había emigrada al Caribe por cuestiones de negocios y se casó con un Miquel Bauló i Oliver, perteneciente a la burguesía comercial liberal, lo que le ayudó a tener más instrucción y libertad que las mujeres de su entorno. Amparada por el renacentista Josep Lluís Pons i Gallarza, de muy joven no solo escribió poesía sino que las recitó en público en diferentes momentos y entidades, novedoso en una mujer hacia 1869. Formó parte de un grupo de jóvenes escritoras que se movieron dentro del Ateneo Balear y la tertulia de Pons y Gallarza.
Su poesía más innovadora es la realista de inspiración popular y la patriótica; en la primera sobresale explicando los sentimientos de soledad y de impotencia de la mujer que espera el marido emigrado a Cuba. En la segunda, tiene muy clara la idea de patria catalana y admira la industrialización. Pudo llevar una importante actividad literaria, con la propia tertulia, y de beneficencia social porque solo tuvo una hija, al contrario que otras escritoras, como Manuela de los Herreros Sorà, con la que estableció amistad, que vieron su obra colapsada a causa de la maternidad. Publicó tanto en revistas de Mallorca como de Cataluña.
Abordó la cuestión social desde el catolicismo según las directrices de León XIII, conoció de primera mano el trabajo de las obreras del textil por la empresa de su marido, La Alfombrera, y fue muy activa fundando para los hijos de las obreras los Bressols del Minyó Jesús, a imitación de los de Cataluña. Con 71 años inauguraba dentro del Patronato Obrero las escuelas diurnas graduadas para niños obreros. Reflejó, no obstante, su conservadurismo social en algunos poemas.
Fue valorada como poeta por Jeroni Rosselló, Miquel dels Sants Oliver, Sanchis Guarner, el archiduque Luis Salvador de Austria pero, apremiados por el estereotipo, solo le valoraron y reprodujeron los poemas maternales. Por su parte, tiene una calle a su nombre en Palma, ciudad donde se educó.